# KiLuba
El luba oriental o luba-katanga (también llamado Luba-Shaba y Kiluba) es una de las dos lenguas bantúes de la República Democrática de Congo llamadas "Luba". (No debe confundirse con el Luba-Kasai.) Se habla principalmente en la región sureste del país por los lubas.
El kiluba se habla en la región alrededor de Kabongo, Kamina, Luena, Lubudi, Malemba Nkulu, Mulongo, Manono y Kaniama, principalmente en la provincia de Katanga. Hace unos 500 años, los luba-Kasai abandonaron el territorio de Katanga y se establecieron en Kasaï; desde entonces, el luba-kasai (Chiluba) evolucionó de manera diveregente hasta llegar a ser una lengua no inteligible con el luba-Katanga.

### Enlaces extnos
- Ethnologue report on Luba-Katanga

- Datos: Q36157
- Multimedia: Luba-Katanga language / Q36157